# قدم المجلس
قدم المجلس أو قدم الخشبي هي وحدة قياس لحجم الخشب المنشور في الولايات المتحدة وكندا. يساوي حجم قدم 1 (30,48 سم) طول اللوح وعرض قدم 1 بوصة 2,54 سم سماكة.
يمكن اختصار قدم المجلس كـ FBM (لـ «قدم، لوح قياس»)، BDFT ، أو BF. يمكن اختصار ألف قدم لوحة كـ MFBM أو MBFT أو MBF. وبالمثل، يمكن اختصار مليون قدم لوحة كـ MMFBM أو MMBFT أو MMBF.
حتى السبعينيات من القرن الماضي في أستراليا ونيوزيلندا، تم استخدام مصطلحي القدم الفائقة والقدم السطحية بنفس المعنى.
قدم لوحة واحدة تساوي:
- 1 قدم × 1 قدم × 1 بوصة
- 12 بوصة × 12 بوصة × 1 بوصة
- 144 بوصة مكعبة
- 1/12 قدم مكعب
- ≈ 2359,74 سم3
- ≈ 1 bd ft (2.36 ل)
- ≈ 1 bd ft (0.00236 م3) أو ستيرز

يتم استخدام قدم الL¨GS لقياس الخشب الخام (قبل التجفيف والتخطيط بدون تعديلات) أو الخشب المسوى / المسطح. مثال على مسحج المنشور هو الخشب اللين 2 × 4 الذي يبيعه تجار تجزئة للأخشاب المنشورة. 2 × 4 هي في الواقع فقط1 1⁄2 by 3 1⁄2 بوصة (38 مـم × 89 مـم) ، ولكن لا يزال من الممكن تمثيل أبعاد الخشب المنشور عند الشراء بالجملة كخشب كامل 2 × 4، على الرغم من أن «المعيار» يمكن أن يختلف بين البائعين. وهذا يعني أن الخشب المنشور سعر ثابت و سعر جاري يتضمن مساحة هوائية حول اللوحة المادية عند حساب أقدام اللوحة في بعض المواقف، في حين أن القياس الحقيقي «لأقدام اللوحة» يجب أن يقتصر على الأبعاد الفعلية للوحة.
بالنسبة للخشب المسطح، تشير أقدام اللوح إلى السمك والعرض الاسميين للخشب المنشور، محسوبًا من حيث المبدأ على حجمه قبل التجفيف والتخطيط. هنا يتم استخدام الطول الفعلي.
انظر إلى الخشب منشور للحصول على مناقشة كاملة للعلاقة بين الأبعاد الفعلية والاسمية. باختصار، بالنسبة للأخشاب اللينة، للتحويل الاسمي إلى الفعلي، اطرح1⁄4 بوصة (6 مـم) للأبعاد التي تقل عن 2 بوصة؛ طرح أو خصم1⁄2 بوصة (13 مـم) للأبعاد التي تزيد عن 2 بوصة وأقل من 8 بوصات؛ وطرح3⁄4 بوصة (19 مـم) لقياسات أكبر. النظام أكثر تعقيدًا بالنسبة للأخشاب الصلبة.